# Skwer Jeńców Ostaszkowa w Katowicach
Skwer Jeńców Ostaszkowa w Katowicach – skwer w Katowicach, położony na terenie osiedla Tysiąclecia, w rejonie ulic: Chorzowskiej, Ułańskiej oraz Bolesława Chrobrego, nieopodal głównego wejścia do parku Śląskiego.
Nazwa skweru upamiętnia jeńców obozu w Ostaszkowie, ponad 6,3 tys. Polaków zamordowanych przez NKWD wiosną 1940 roku. Skwer Jeńców Ostaszkowa został oficjalnie nazwany uchwałą Rady Miasta Katowice nr XVI/299/11 z dnia 30 listopada 2011 roku. Uchwała ta weszła w życie 3 lutego 2012 roku.
W październiku 2022 roku na skwerze odsłonięto tablicę edukacyjno-informacyjną „Skwer Jeńców Ostaszkowa”, mającą na celu przybliżenie historii obozu w Ostaszkowie oraz upamiętnienie jego ofiar.